# Eszteregnye, Zala
Eszteregnye  este un sat în districtul Nagykanizsa, județul Zala, Ungaria, având o populație de 715 locuitori (2011). 

## Demografie
Componența etnică a satului Eszteregnye
     Maghiari (96,67%)
     Romi (1,36%)
     Necunoscut (0,45%)
     Alții (1,52%)
Componența confesională a satului Eszteregnye
     Fără religie (4,76%)
     Necunoscută (94,13%)
     Alte religii (1,82%)
Conform recensământului din 2011, satul Eszteregnye avea 715 locuitori. Din punct de vedere etnic, majoritatea locuitorilor (96,67%) erau maghiari, cu o minoritate de romi (1,36%). Apartenența etnică nu este cunoscută în cazul a 0,45% din locuitori. Nu există o religie majoritară, locuitorii fiind  și persoane fără religie (4,76%). Pentru 94,13% din locuitori nu este cunoscută apartenența confesională.